# Pachalum
Pachalum – miasto w środkowo-zachodniej Gwatemali, w górach Sierra Madre de Chiapas, w północnej części departamentu El Quiché, leżące w odległości około 78 km na wschód od stolicy departamentu Santa Cruz del Quiché. Według danych szacunkowych w 2012 roku liczba ludności miasta wyniosła 3382 mieszkańców.
Jest siedzibą władz gminy o tej samej nazwie, która w 2012 roku liczyła 8576 mieszkańców. Gmina została utworzona w 1986 roku przez wydzielenie z gminy Joyabaj. Jest niewielka, a jej powierzchnia obejmuje zaledwie 100 km².